# 普拉塔奇
普拉塔奇（義大利語：Plataci），是意大利科森扎省的一个市镇。总面积52平方公里，人口846人，人口密度16.3人/平方公里（2009年）。ISTAT代码为078100。